# Camptoptera sakaii
Camptoptera sakaii är en stekelart som beskrevs av Taguchi 1977. Camptoptera sakaii ingår i släktet Camptoptera och familjen dvärgsteklar.
Artens utbredningsområde är Taiwan. Inga underarter finns listade.